# گرنوت بومه
گرنوت بومه (آلمانی: Gernot Böhme؛ ۳ ژانویهٔ ۱۹۳۷ – درگذشتهٔ ۲۰ ژانویهٔ ۲۰۲۲) فیلسوف و متفکر آلمانی بود که خدمات زیادی به حوزه فلسفه علم، نظریه زمان، اخلاقیات و مردم‌شناسی فلسفی ارائه داده بود. او یکی از پیشروان مطالعات حوزه رابطه میان فرهنگ و محیط بود. بومه از سال ۲۰۰۵ مدیر مؤسسه فلسفه عملی دارمشتات بود.

## زندگی‌نامه
گرنوت بومه در رشته‌های مختلف، ریاضیات، فیزیک و فلسفه تحصیل کرده و دکتری خود را در سال ۱۹۶۵ از دانشگاه هامبورگ دریافت کرده‌است. او از سال ۱۹۷۷ تا ۲۰۰۲ استاد فلسفه دانشگاه فنی دارمشتات بوده‌است.

## گزیدهٔ آثار
- 1995 Atmosphäre: Essays zur neuen Ästhetik. Frankfurt am Main
- 1999 Theorie des Bildes. Fink, München
- 2002 Die Natur vor uns. Naturphilosophie in pragmatischer Hinsicht. Kusterdingen
- 2003 Der Typ Sokrates, Suhrkamp
- 2005 Goethes Faust als philosophischer Text. Die Graue Edition, Kusterdingen
- 2006 Architektur und Atmosphäre. München

## ترجمه به فارسی
- اتمسفر معمارانه (به همراه کریستین بورچ و یوهانی پالاسما)، ترجمه مرتضی نیک‌فطرت، نشر فکرنو، ۱۳۹۶.